# Echipa națională de handbal feminin a Ungariei
Echipa feminină de handbal a Ungariei este echipa națională care reprezintă Ungaria în competițiile interțări oficiale sau amicale de handbal feminin. Echipa este patronată de Federația Ungară de Handbal (maghiară Magyar Kézilabda Szövetség). Naționala maghiară a câștigat Campionatul Mondial în 1965 și Campionatul European în 2000.

## Rezultate

### Rezultate olimpice
De la debutul lor în 1976, Ungaria a participat la șase turnee olimpice și a câștigat o medalie de argint la Sydney, în 2000.
| An   | Poziție         |
| ---- | --------------- |
| 1976 | locul 3         |
| 1980 | locul 4         |
| 1984 | Nu a participat |
| 1988 | Nu a participat |
| 1992 | Nu a participat |
| 1996 | locul 3         |
| 2000 | locul 2         |
| 2004 | locul 5         |
| 2008 | locul 4         |
| 2012 | Nu a participat |

### Rezultate la Campionatul Mondial
Ungaria este o prezență regulată la Campionatele Mondiale; singurele ediții la care nu s-a calificat au fost cele din 1990 și 2011. Echipa Ungariei a câștigat o medalie de aur în 1965, patru medalii de argint și patru medalii de bronz. În 2003, Ungaria a pierdut finala împotriva Franței cu scorul de 32 – 29 după prelungiri.
| An     | Poziție         |
| ------ | --------------- |
| 1957   | locul 2         |
| 1962   | locul 5         |
| 1965   | locul 1         |
| 1971   | locul 3         |
| 1973   | locul 4         |
| 1975   | locul 3         |
| 1978   | locul 3         |
| 1982   | locul 2         |
| 1986   | locul 8         |
| 1990   | Nu a participat |
| 1993   | locul 7         |
| / 1995 | locul 2         |
| 1997   | locul 9         |
| / 1999 | locul 5         |
| 2001   | locul 6         |
| 2003   | locul 2         |
| 2005   | locul 3         |
| 2007   | locul 8         |
| 2009   | locul 9         |
| 2011   | Nu a participat |
| 2013   | locul 8         |
| 2015   | calificată      |

### Rezultate la Campionatele Europene
Începând din 2009, echipa Ungariei a participat la fiecare Campionat European care a avut loc și a câștigat competiția în  2000, după ce a învins în finală Ucraina cu scorul de 32 – 30.
| An     | Poziție  |
| ------ | -------- |
| 1994   | locul 4  |
| 1996   | locul 10 |
| 1998   | locul 3  |
| 2000   | locul 1  |
| 2002   | locul 5  |
| 2004   | locul 3  |
| 2006   | locul 5  |
| 2008   | locul 8  |
| / 2010 | locul 10 |
| 2012   | locul 3  |
| / 2014 | locul 8  |

## Echipa

### Echipa actuală
Ultima competiție oficială la care a participat echipa Ungariei a fost Campionatul European de Handbal Feminin din 2014, desfășurat în Croația și Ungaria. Tabelul de mai jos conține componența de bază a echipei care a reprezentat Ungaria la acest turneu:
| Nr | Nume                       | Post                | Înălțime | Data nașterii      | Echipă                   | MJ1) | Goluri1) |
| -- | -------------------------- | ------------------- | -------- | ------------------ | ------------------------ | ---- | -------- |
| 5  | Krisztina Triscsuk         | Intermediar stânga  | 1,76 m   | 17 iulie 1985      | Dunaújvárosi KKA         | 19   | 25       |
| 7  | Zita Szucsánszki           | Coordonator         | 1,72 m   | 22 mai 1987        | Ferencvárosi TC          | 105  | 321      |
| 8  | Anikó Kovacsics            | Extremă stânga      | 1,70 m   | 29 august 1991     | Győri Audi ETO KC        | 60   | 97       |
| 10 | Anita Bulath               | Intermediar stânga  | 1,77 m   | 20 septembrie 1983 | Dunaújvárosi KKA         | 85   | 195      |
| 12 | Orsolya Herr               | Portar              | 1,76 m   | 23 noiembrie 1984  | Győri Audi ETO KC        | 142  | 0        |
| 15 | Kinga Klivinyi             | Intermediar stânga  | 1,78 m   | 31 martie 1992     | Érdi VSE                 | 24   | 44       |
| 16 | Blanka Bíró                | Portar              | 1,85 m   | 22 septembrie 1994 | Ipress Center-Vác        | 6    | 1        |
| 18 | Piroska Szamoransky-Pappné | Pivot               | 1,71 m   | 9 iulie 1986       | Ferencvárosi TC          | 122  | 254      |
| 21 | Éva Kiss                   | Portar              | 1,89 m   | 30 iulie 1987      | Fehérvár KC              | 43   | 0        |
| 22 | Bernadett Bognár-Bódi      | Extremă dreapta     | 1.75 m   | 9 martie 1986      | Győri Audi ETO KC        | 99   | 173      |
| 24 | Szabina Mayer              | Pivot               | 1.70 m   | 24 martie 1988     | Fehérvár KC              | 15   | 12       |
| 30 | Szimonetta Planéta         | Inter dreapta       | 1,98 m   | 12 decembrie 1993  | Győri Audi ETO KC        | 16   | 15       |
| 34 | Rea Mészáros               | Pivot               | 1,72 m   | 14 aprilie 1994    | Ferencvárosi TC          | 5    | 1        |
| 44 | Ildikó Erdősi              | Extremă stânga      | 1,71 m   | 14 septembrie 1989 | Siófok KC-Galérius Fürdő | 5    | 11       |
| 83 | Mónika Kovacsicz           | Extremă dreapta     | 1,71 m   | 20 noiembrie 1983  | Ferencvárosi TC          | 133  | 309      |
| 86 | Bernadett Temes            | Centru              | 1,77 m   | 15 mai 1986        | TusSies Metzingen        | 24   | 20       |
| 87 | Zsuzsanna Tomori           | Intermediar dreapta | 1,86 m   | 18 iunie 1987      | Ferencvárosi TC          | 126  | 342      |
| 96 | Gabriella Tóth             | Centru              | 1,75 m   | 23 septembrie 1996 | Mosonmagyaróvári KCSE    | 4    | 7        |

### Banca tehnică
- Antrenor principal: András Németh
- Șef delegație: Katalin Pálinger
- Medic: András Tállay
- Medic: József Tomán
- Fizioterapeut: Csaba Szikra-Mezey
- Oficial: István Langauf

#### Componențe anterioare
Campionatul Mondial din 1957 (locul 2)
Éva Arany, Zsuzsa Béres, Borbála Cselőtei, Árpádné Csicsmányi, Katalin Gardó, Ferencné Geszti, Gyuláné Hanczmann, Magda Jóna, Magda Kiss, Aranka Rachel-Segal, Lídia Simonek, Éva Szendi, Mária Vályi, Erika Wéser.
Antrenor: Bódog Török
Campionatul Mondial din 1962 (locul 5)
Éva Arany, Elemérné Bakó, Márta Balogh, Lajosné Cserháti, Béláné Fodor, Ágnes Hanus, Klára Höbenreich, Magda Jóna, Erzsébet Pásztor, Anna Rothermel, Éva Szendi, Judit Szűcs, Mária Tóth,Ilona Urbán, Zsuzsa Varga, Ágnes Végh.
Antrenor: Bódog Török
Campionatul Mondial din 1965 (locul 1)
Ágnes Babos, Márta Balogh, Erzsébet Bognár, Márta Giba, Ágnes Hanus, Mária Holub, Ilona Ignácz, Magda Jóna, Erzsébet Lengyel, Erzsébet Pásztor, Anna Rothermel, Mária Tóth, Zsuzsanna Varga, Ágnes Végh.
Antrenor: Bódog Török
Campionatul Mondial din 1971 (locul 3)
Ágnes Babos, Erzsébet Bognár, Ágota Bujdosó, Erzsébet Drozdik, Márta Giba, Klára Horváth, Éva Kovács, Erzsébet Balogh, Mária Polszter, Anna Rothermel, Amália Sterbinszky, Ilona Szabó, Rozália Lelkes,  Borbála Tóth Harsányi, Katalin Laki.
Antrenor: Bódog Török
Campionatul Mondial din 1973 (locul 4)
Mária Berzsenyi, Ágota Bujdosó, Márta Giba, Klára Horváth, Piroska Németh, Erzsébet Balogh, Márta Pacsai  Anna Rothermel, Amália Sterbinszky, Katalin Tavaszi, |Rozália Tomann, Borbála Tóth Harsányi, Katalin Laki, Mária Vanya.
Antrenor: Bódog Török
Campionatul Mondial din 1975 (locul 3)
Éva Angyal, Mária Berzsenyi, Ágota Bujdosó, Klára Horváth, Ilona Nagy, Marianna Nagy, Erzsébet Németh, Márta Pacsai, Zsuzsanna Pethő, Ilona Samus, Amália Sterbinszky, Katalin Tavaszi, Rozália Tomann, Katalin Laki, Mária Vanya, Krisztina Wohner.
Antrenor: Bódog Török
Jocurile Olimpice din 1976 (locul 3)
Éva Angyal, Mária Berzsenyi, Ágota Bujdosó, Klára Horváth, Ilona Nagy, Marianna Nagy, Erzsébet Németh, Márta Pacsai, Zsuzsanna Pethő, Amália Sterbinszky, Rozália Tomann, Borbála Tóth Harsányi, Katalin Laki, Mária Vanya.
Antrenor: Bódog Török
Campionatul Mondial din 1978 (locul 3)
Éva Angyal, Mária Berzsenyi, Éva Bozó, Klára Éliás, Györgyi Győrvári, Mária Hajós, Erika Magyar, Ilona Nagy, Marianna Nagy, Erzsébet Németh, Ilona Samus, Amália Sterbinszky, Anikó Szabadfi, Rozália Tomann, Mária Vanya, Krisztina Wohner.
Antrenor: Bódog Török
Jocurile Olimpice din 1980 (locul 4)
Éva Angyal, Mária Berzsenyi, Klára Bonyhádi, Éva Bozó, Piroska Budai, Györgyi Győrvári, Klára Horváth, Marianna Nagy, Erzsébet Németh, Erzsébet Nyári, Ilona Samus, Amália Sterbinszky, Rozália Tomann, Mária Vanya.
Antrenor: Mihály Lele
Campionatul Mondial din 1982 (locul 2)
Valéria Agocs, Éva Angyal, Ildikó Barna, Klára Bonyhádi, Katalin Gombai, Anna György, Györgyi Győrvári,  Klára Horváth, Gabriella Jakab, Marianna Nagy, Erzsébet Németh, Erzsébet Nyári, Zsuzsa Nyári, Mariann Rácz, Amália Sterbinszky, Mária Vanya.
Antrenor: János Csík
Campionatul Mondial din 1986 (locul 8)
Mária Ácsbog, Ildikó Barna, Erika Csapó, Csilla Elekes, Éva Erdős, Marianna Nagy, Erzsébet Németh, Anna György, Éva Kiss, Éva Kovács, Katalin Major, Zsuzsa Nyári, Csilla Orbán, Mariann Rácz, Katalin Szilágyi, Ágota Utasi, Márta Varga.
Antrenor: Zsolt Barabás
Campionatul Mondial din 1993 (locul 7)
Erika Csapó, Edit Csendes, Éva Erdős, Ágnes Farkas, Beáta Hoffmann, Erzsébet Kocsis, Beatrix Kökény, Eszter Mátéfi, Anikó Meksz, Helga Németh, Erika Oravecz, Melinda Szabó, Katalin Szilágyi, Brigitta Szopóczy, Ágota Utasi, Márta Varga.
Antrenor: László Laurencz
Campionatul European din 1994 (locul 4)
Beatrix Balogh, Edit Csendes, Rita Deli, Ágnes Farkas, Rita Hochrajter, Beáta Hoffmann, Erzsébet Kocsis, Beatrix Kökény, Anikó Meksz, Helga Németh, Ildikó Pádár, Anna Szántó, Brigitta Szopóczy, Beatrix Tóth, Ágota Utasi.
Antrenor: László Laurencz
Campionatul Mondial din 1995 (locul 2)
Éva Erdős, Andrea Farkas, Ágnes Farkas, Beáta Hoffmann, Anikó Kántor, Erzsébet Kocsis, Beatrix Kökény, Eszter Mátéfi, Anikó Meksz, Anikó Nagy, Helga Németh, Ildikó Pádár, Beáta Siti, Anna Szántó, Katalin Szilágyi, Beatrix Tóth.
Antrenor: László Laurencz
Jocurile Olimpice din 1996 (locul 3)
Éva Erdős, Andrea Farkas, Beáta Hoffmann, Anikó Kántor, Erzsébet Kocsis, Beatrix Kökény, Eszter Mátéfi, Auguszta Mátyás, Anikó Meksz, Anikó Nagy, Helga Németh, Ildikó Pádár, Beáta Siti, Anna Szántó, Katalin Szilágyi, Beatrix Tóth.
Antrenor: László Laurencz
Campionatul European din 1996 (locul 10)
Beatrix Balogh, Rita Borók, Éva Erdős, Andrea Farkas, Beáta Hoffmann, Klára Kertész, Erzsébet Kocsis, Anita Kulcsár, Eszter Mátéfi, Anikó Meksz, Anikó Nagy, Beáta Siti, Éva Szarka, Gabriella Takács, Beatrix Tóth, Anasztázia Virincsik.
Antrenor: László Laurencz
Campionatul Mondial din 1997 (locul 9)
Beatrix Balogh, Rita Borók, Rita Deli, Éva Erdős, Andrea Farkas, Ágnes Farkas, Anikó Kántor, Fanni Kenyeres, Anita Kulcsár, Anikó Meksz, Helga Németh, Ildikó Pádár, Katalin Pálinger, Zsófia Pásztor, Melinda Szabó, Gabriella Takács.
Antrenor: János Csík
Campionatul European din 1998 (locul 3)
Beatrix Balogh, Rita Deli, Ágnes Farkas, Andrea Farkas, Anikó Kántor, Beatrix Kökény, Anita Kulcsár, Anikó Meksz, Anikó Nagy, Helga Németh, Ildikó Pádár, Katalin Pálinger, Krisztina Pigniczki, Judit Simics, Beáta Siti, Gabriella Takács.
Antrenor: Lajos Mocsai
Campionatul Mondial din 1999 (locul 5)
Beatrix Balogh, Nikolett Brigovácz, Rita Deli, Andrea Farkas, Ágnes Farkas, Anikó Kántor, Beatrix Kökény, Anita Kulcsár, Dóra Lőwy, Anikó Nagy, Ildikó Pádár, Katalin Pálinger, Krisztina Pigniczki, Judit Simics, Beáta Siti, Gabriella Takács.
Antrenor: Lajos Mocsai
Jocurile Olimpice din 2000 (locul 2)
Beatrix Balogh, Rita Deli, Ágnes Farkas, Andrea Farkas, Anikó Kántor, Beatrix Kökény, Anita Kulcsár, Dóra Lőwy, Anikó Nagy, Ildikó Pádár, Katalin Pálinger, Krisztina Pigniczki, Bojana Radulovics, Judit Simics, Beáta Siti.
Antrenor: Lajos Mocsai
Campionatul European din 2000 (locul 1)
Nikolett Brigovácz, Ágnes Farkas, Anikó Kántor, Gabriella Kindl, Erika Kirsner, Beatrix Kökény, Anita Kulcsár, Krisztina Nagy, Ildikó Pádár, Katalin Pálinger, Zsuzsanna Pálffy, Krisztina Pigniczki, Judit Simics, Beáta Siti, Eszter Siti, Tímea Sugár.
Antrenor: Lajos Mocsai
Campionatul Mondial din 2001 (locul 6)
Beatrix Balogh, Rita Borók, Rita Deli, Andrea Farkas, Ágnes Farkas, Gabriella Kindl, Erika Kirsner, Anita Kulcsár, Ildikó Pádár, Zsuzsanna Pálffy, Katalin Pálinger, Krisztina Pigniczki, Bojana Radulovics, Beáta Siti, Eszter Siti, Tímea Sugár.
Antrenor: Lajos Mocsai
Campionatul European din 2002 (locul 5)
Beatrix Balogh, Ágnes Farkas, Anita Görbicz, Erika Kirsner, Anita Kulcsár, Zsuzsanna Lovász, Ibolya Mehlmann, Helga Németh, Ildikó Pádár, Katalin Pálinger, Krisztina Pigniczki, Eszter Siti, Tímea Sugár, Hortenzia Szrnka, Tímea Tóth, Orsolya Vérten.
Antrenor: Lajos Mocsai
Campionatul Mondial din 2003 (locul 2)
Beáta Bohus, Ágnes Farkas, Bernadett Ferling, Anita Görbicz, Erika Kirsner, Anita Kulcsár, Zsuzsanna Lovász, Ibolya Mehlmann, Katalin Pálinger, Krisztina Pigniczki, Bojana Radulovics, Eszter Siti, Irina Sirina, Tímea Sugár, Hortenzia Szrnka, Tímea Tóth.
Antrenor: Lajos Mocsai
Jocurile Olimpice din 2004 (locul 5)
Beáta Bohus, Ágnes Farkas, Bernadett Ferling, Anita Görbicz, Erika Kirsner, Anita Kulcsár, Zsuzsanna Lovász, Ibolya Mehlmann, Katalin Pálinger, Zsuzsanna Pálffy, Krisztina Pigniczki, Bojana Radulovics, Irina Sirina, Eszter Siti, Tímea Tóth.
Antrenor: Lajos Mocsai
Campionatul European din 2004 (locul 3)
Beatrix Balogh, Beáta Bohus, Bernadett Ferling, Anita Görbicz, Gabriella Kindl, Anita Kulcsár, Zsuzsanna Lovász, Ibolya Mehlmann, Ivett Nagy, Katalin Pálinger, Krisztina Pigniczki, Bojana Radulovics, Irina Sirina, Eszter Siti, Gabriella Szűcs, Tímea Tóth.
Antrenor: Szilárd Kiss
Campionatul Mondial din 2005 (locul 3)
Beatrix Balogh, Rita Borbás, Bernadett Ferling, Anita Görbicz, Ágnes Hornyák, Fanni Kenyeres, Gabriella Kindl, Mónika Kovacsicz, Ibolya Mehlmann, Cecília Őri, Katalin Pálinger, Eszter Siti, Tímea Sugár, Gabriella Szűcs, Tímea Tóth, Orsolya Vérten.
Antrenor: András Németh
Campionatul European din 2006 (locul 5)
Beatrix Balogh, Rita Borbás, Zsanett Borbély, Bernadett Ferling, Anita Görbicz, Orsolya Herr, Ágnes Hornyák, Erika Kirsner, Mónika Kovacsicz, Ibolya Mehlmann, Katalin Pálinger, Eszter Siti, Piroska Szamoránsky, Gabriella Szűcs, Tímea Tóth, Orsolya Vérten.
Antrenor: András Németh
Campionatul Mondial din 2007 (locul 8)
Beatrix Balogh, Rita Borbás, Bernadett Ferling, Anita Görbicz, Orsolya Herr, Ágnes Hornyák, Erika Kirsner, Mónika Kovacsicz, Ibolya Mehlmann, Katalin Pálinger, Piroska Szamoránsky, Gabriella Szűcs, Zita Szucsánszki, Zsuzsanna Tomori, Tímea Tóth, Orsolya Vérten.
Antrenor: András Németh
Jocurile Olimpice din 2008 (locul 4)
Bernadett Bódi, Rita Borbás, Bernadett Ferling, Anita Görbicz, Orsolya Herr, Ágnes Hornyák, Mónika Kovacsicz, Katalin Pálinger, Krisztina Pigniczki, Piroska Szamoránsky, Gabriella Szűcs, Zsuzsanna Tomori, Tímea Tóth, Orsolya Vérten.
Antrenor: János Hajdu
Campionatul European din 2008 (locul 8)
Barbara Balogh, Bernadett Bódi, Anita Bulath, Anita Görbicz, Orsolya Herr, Ágnes Hornyák, Mónika Kovacsicz, Katalin Pálinger, Melinda Pastrovics, Anett Sopronyi, Piroska Szamoránsky, Gabriella Szűcs, Zita Szucsánszki, Zsuzsanna Tomori, Orsolya Vérten, Melinda Vincze.
Antrenor: Vilmos Imre
Campionatul Mondial din 2009 (locul 9)
Bernadett Bódi, Anita Bulath, Orsolya Herr, Gabriella Juhász, Anikó Kovacsics, Adrienn Orbán, Melinda Pastrovics, Valéria Szabó, Klára Szekeres, Zita Szucsánszki, Zsuzsanna Tomori, Katalin Tóth, Tímea Tóth, Ágnes Triffa, Orsolya Vérten, Szandra Zácsik.
Antrenor: Eszter Mátéfi
Campionatul European din 2010 (locul 10)
Szilvia Ábrahám, Bernadett Bódi, Anita Bulath, Orsolya Herr, Anikó Kovacsics, Mónika Kovacsicz, Katalin Pálinger, Anett Sopronyi, Valéria Szabó, Piroska Szamoránsky, Klára Szekeres, Zita Szucsánszki, Bernadett Temes, Zsuzsanna Tomori, Tímea Tóth, Orsolya Vérten, Melinda Vincze.
Antrenor: Eszter Mátéfi
Campionatul European din 2012 (locul 3)
Bernadett Bódi, Anita Bulath, Anita Görbicz, Orsolya Herr, Éva Kiss, Kinga Klivinyi, Anikó Kovacsics, Mónika Kovacsicz, Viktória Rédei Soós, Valéria Szabó, Piroska Szamoránsky, Klára Szekeres, Zita Szucsánszki, Zsuzsanna Tomori, Krisztina Triscsuk, Orsolya Vérten, Melinda Vincze.
Antrenor: Karl Erik Bøhn
Campionatul Mondial din 2013 (locul 8)
Bernadett Bódi, Anita Bulath, Anita Cifra, Anita Görbicz, Orsolya Herr, Éva Kiss, Anikó Kovacsics, Mónika Kovacsicz, Viktória Rédei Soós, Piroska Szamoránsky, Klára Szekeres, Zita Szucsánszki, Krisztina Triscsuk, Zsuzsanna Tomori, Orsolya Vérten, Melinda Vincze, Szandra Zácsik
Antrenor: János Hajdu
Campionatul European din 2014 (locul 3)
Blanka Bíró, Bernadett Bognár-Bódi, Anita Bulath, Orsolya Herr, Ildikó Erdősi, Éva Kiss, Kinga Klivinyi, Anikó Kovacsics, Mónika Kovacsicz, Szabina Mayer, Rea Mészáros, Szimonetta Planéta, Piroska Szamoransky-Pappné, Zita Szucsánszki, Bernadett Temes, Zsuzsanna Tomori, Gabriella Tóth, Krisztina Triscsuk.
Antrenor: András Németh

### Jucătoare notabile
- Beatrix Balogh
- Anita Görbicz
- Erzsébet Kocsis
- Anita Kulcsár
- Ibolya Mehlmann
- Ildikó Pádár
- Katalin Pálinger
- Bojana Radulović
- Beáta Siti
- Orsolya Vérten

### Antrenori
| Perioada  | Antrenor principal          |
| --------- | --------------------------- |
| 1956–1978 | Bódog Török                 |
| 1979–1980 | Mihály Lele                 |
| 1980–1985 | János Csík                  |
| 1986–1987 | Zsolt Barabás               |
| 1988–1989 | István Szabó                |
| 1990–1996 | László Laurencz             |
| 1997      | János Csík                  |
| 1998      | András Németh / Gyula Zsiga |
| 1998–2004 | Lajos Mocsai                |
| 2004      | Szilárd Kiss                |
| 2005–2008 | András Németh               |
| 2008      | János Hajdu                 |
| 2008–2009 | Vilmos Imre                 |
| 2009–2011 | Eszter Mátéfi               |
| 2011–2013 | Karl Erik Bøhn              |
| 2013      | János Hajdu (interimar)1)   |
| 2013–     | András Németh               |

1): János Hajdu a fost numit antrenor interimar în  urma îmbolnăvirii de leucemie a norvegianului Karl Erik Bøhn.